# Dharma Raja
Dharma Raja Karthika Thirunal Rama Varma (Tiếng Malayalam: ധർമ്മരാജാ കാർത്തിക തിരുനാൾ രാമവർമ്മ,1724 - 17 tháng 2 năm 1798) là vị vua thứ 2 của vương quốc Travancore và cai trị từ năm 1758 - 1798.